# ジャスト・ア・ジゴロ (曲)
『ジャスト・ア・ジゴロ（英: Just a Gigolo）』はポピュラーソング。1929年にアーヴィング・シーザーが英語訳した歌詞が著名。
オーストリアの脚本家ジュリアス・ブラマーが1924年に執筆した歌詞に、イタリアの作曲家レオニール・カッスーチが作曲し、1928年にオーストリアタンゴ「Schöner Gigolo, armer Gigolo」としてウィーンで発表された。

## カバーしたアーティスト
- ルイ・アームストロング（1931年）
- ビング・クロスビー（1931年）
- ダミア（1931年、フランス語訳詞の「フランス語: C'est mon Gigolo」）
- レオ・レイズマン（1931年）
- アート・テイタム
- ジャンゴ・ラインハルトとステファン・グラッペリ（1949年）
- ハリー・ジェイムス（1952年）
- ジェイ・P・モーガン（1953年）
- セロニアス・モンク（1954年、1958年、1962年）
- ルイ・プリマ（1956年）
- サラ・ヴォーン（1957年）
- カーメン・マクレエ（1960年）
- エロル・ガーナー（1965年）
- コニー・フランシス（1968年）
- オスカー・ピーターソン（1970年）
- ピーター・アレン（1974年）
- ヴィレッジ・ピープル（1978年、ルイ・プリマ版のカバー）
- マレーネ・ディートリヒ（1978年、映画『ジャスト・ア・ジゴロ』）
- デイヴィッド・リー・ロス（1985年）
- トニー・マーティン（1985年）
- タイニー・ティム（1987年）
- レニングラード・カウボーイズ（1993年）
- ルー・ベガ（2001年）
- ルーチョ・ダッラとフランチェスコ・デ・グレゴーリ（英語版）（2010年）
- ミーナ・マッツィーニ（2012年）
- ROLLY（2016年）